# Шеминский сумон
Шеминский сумон — административно-территориальная единица (сумон) и муниципальное образование со статусом сельского поселения в Дзун-Хемчикском кожууне Тывы Российской Федерации.
Административный центр и единственный населённый пункт сумона — село Шеми.

## Население
| 2017 | 2018  |
| ---- | ----- |
| 1110 | ↗1127 |